# Антифьево
Антифьево — деревня Артемьевского сельского округа Артемьевского сельского поселения Тутаевского района Ярославской области.

## География
Деревня находится на западе района, к северо-западу от Тутаева.
Расположена с северной стороны от федеральной трассы Р151 Ярославль — Рыбинск на участке Тутаев — Рыбинск, между трассой и правым берегом Волги. Здесь Волга приближается к трассе и деревня практически занимает большую часть пространства между ними.
Деревня в основном выстроена вдоль левого берега небольшого, без постоянного водотока левого притока Волги, ручья Каменка. Ручей этот образует в  высоком волжском берегу глубокий овраг (высота обрыва 8 м). Выше по течению ручья, но с другой, южной стороны федеральной трассы стоит деревня Подлесное. На другом берегу Каменки, отделённая глубоким оврагом стоит деревня Шеломки, которая следующим оврагом отделяется от деревни Кузилово. Эти три деревни компактно высятся над волжским берегом. С северной стороны деревня охвачена долиной реки Вздериножка, устье которой находится в 1 км к северу и выше по Волге от Антифьево. Вдоль этой реки расположены от деревни: вблизи устья Новоселки, выше по течению Шелково и ещё выше — центр сельского поселения Емишево.
Долина реки Вздериножка является живописной местностью, одной из пейзажных достопримечательностей района.

## История
В XVIII-XIX веках Антифьево входило в приход церкви св. Иоанна Богослова, расположенной в селе Богословское-на-Погосте.
Согласно "Планам дач Генерального и Специального межеваний" (фонд 1354 РГАДА), в 1776 сельцо Антифьево с пустошью Суботиной принадлежало майору Побединскому.
Село Антифьево указано на плане Генерального межевания Борисоглебского уезда 1792 года. В 1825 году Борисоглебский уезд был объединён с Романовским уездом. По сведениям 1859 года село относилось к Романово-Борисоглебскому уезду.
В 1865 году в сельце Антифьево располагались владения генерал-майора Василия Дмитриевича Михайлова, дворянок Юлии Николаевны и Марьи Николаевны Ивановых, капитана Александра Васильевича Бирюлева и мещанина Степана Тимофеева.
Согласно Первой Всеобщей переписи населения Российской империи 1895 года, в Антифьеве проживали семьи крестьянина Михаила Горшкова и крестьянина Ефима Синицына.
Согласно переписи населения 1920 года, в деревне было 26 домохозяйств, принадлежащих Горшковым (4 дома), Барановым (4 дома), Озорновым (3 дома), Кишуновым и Козловым (по 2 дома), а также Боровской, Данилову, Дубровскому, Котошилову, Лоханову, Манеровой, Незлобину, Сумину, Хлобыстину, Фодоровой.

## Известные уроженцы
Озорнов Николай Алексеевич - участник Великой Отечественной войны, лётчик-штурмовик. Родился в Антифьеве 26 июня 1921 года. В 1940 году призван в РККА. Войну закончил в звании гвардии старшего лейтенанта, впоследствии - подполковник в отставке (1960). Награды: ордена Красной Звезды (1943), Отечественной войны I степени (1943), Отечественной войны II степени (1985), медали "За боевые заслуги", "За оборону Ленинграда", "За взятие Будапешта", "За взятие Вены", "За победу над Германией в Великой Отечественной войне 1941–1945 гг.".

## Население
На 1 января 2007 года в деревне Антифьево числилось 28 постоянных жителей. По карте 1975 года в деревне жило 30 человек.

## Инфраструктура
Почтовое отделение, находящееся в городе Тутаев, обслуживает в деревне Антифьево дома на двух улицах Центральная (47 домов) и Дорожная (4 дома).